# Amine Harchaoui
Amine Harchaoui (27. rujna 1990.) je marokanski rukometaš. Nastupa za marokanski klub Raja d'Agadir i marokansku reprezentaciju.
Natjecao se na Svjetskom prvenstvu u Egiptu 2021., gdje je reprezentacija Maroka završila na 29. mjestu.